# 抛物偏微分方程
抛物型偏微分方程是一类二阶偏微分方程，描述自然科学中广泛的问题，包括热能的扩散以及布莱克-斯科尔斯模型。这些问题，通常被称为演化问题。数学上，具有以下形式的偏微分方程
{\displaystyle Au_{xx}+2Bu_{xy}+Cu_{yy}+\cdots =0}
是抛物型的，如果它满足条件
{\displaystyle B^{2}-AC=0}。
这一定义与平面上的抛物线的定义是类似的。
一个简单的抛物型偏微分方程是一维的热传导方程，
{\displaystyle u_{t}=ku_{xx}}，
其中{\displaystyle u(t,x)}是时间{\displaystyle t}时在{\displaystyle x}处的温度，{\displaystyle k}是常数。符号{\displaystyle u_{t}}表示对时间变量{\displaystyle t}的偏导数，同样的{\displaystyle u_{xx}}是对{\displaystyle x}的二阶偏导数。
这个方程的意思是说，在某个时间位置上的温度的变化速率正比于该点附近的平均温度与该点温度之差。
热传导方程的主要推广具有形式
{\displaystyle u_{t}=Lu}，
其中{\displaystyle L}是椭圆微分算子。这一系统隐含在以下方程中
{\displaystyle \nabla \cdot (a(x)\nabla u(x))+b(x)^{T}\nabla u(x)+cu(x)=f(x)}
当矩阵函数{\displaystyle a(x)}具有一个维数为1的核。

## 抛物微分方程的例子
- 热传导方程
- 主曲率流
- 里奇流